# Castello di Krásný Dvůr

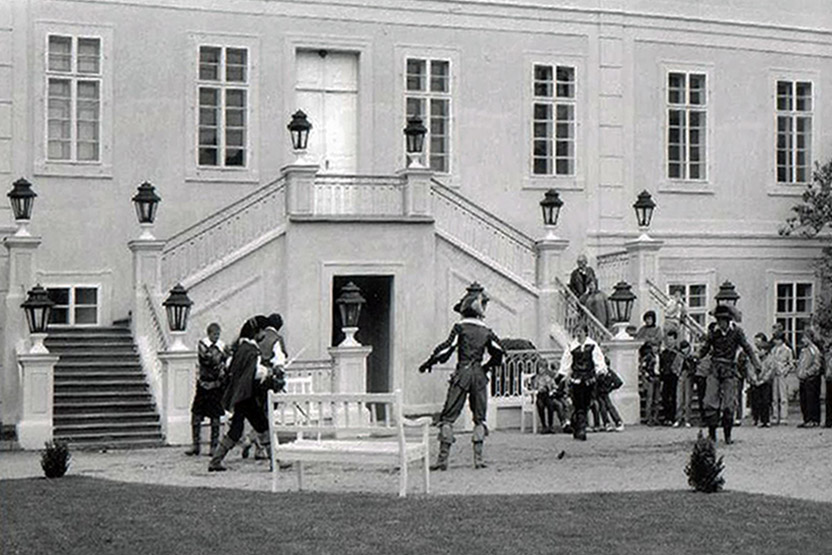
Fotografia storica con gara di scherma

Il castello di Krásný Dvůr (in lingua tedesca Schönhof) è un palazzo situato nell'omonimo comune ceco, nella regione boema di Ústí nad Labem, nei pressi della città di Podbořany.
Costruito in stile barocco, è ispirato al palazzo di Versailles circondato dai suoi giardini.

## Storia
Le prime citazioni del castello di Krasný Dvůr risalgono al XIV secolo, quando numerose famiglie nobili fecero del castello la loro dimora. L'ultima famiglia che acquistò il complesso fu quella dei conte Czernin von und zu Chudenitz, nel XVII secolo. Il conte Franz Josef Czernin decise di ricostruire il palazzo, un tempo in stile gotico, ma già ricostruito in stile rinascimentale sotto la direzione dell'architetto Jan Maštovský.
Il progetto fu commissionato al famoso architetto ceco František Kaňka, che trasformò il palazzo, inserendovi molti elementi dell'architettura barocca francese. La costruzione durò dal 1720 al 1724. Verso la fine del XVIII secolo furono aggiunti al castello alcuni particolari architettonici: la cappella, nel 1783 e, tra il 1791 e il 1792, due coppie di scale nel giardino settentrionale e, negli stessi anni, delle arcate attorno alle finestre della facciata principale.

## Museo
Diciotto gallerie e stanze sono aperte al pubblico: in esse sono esposti famosi dipinti di artisti cechi ed europei. Artisti famosi, come Petr Brandl, Karel Škréta, Ludvík Kohl, Josef Bergler, Filip Kristian Benthum, Kristian Brand, Élisabeth Vigée Le Brun e molti altri, hanno donato quadri, porcellane, sculture di vari materiali, orologi, stampe e arredi d'epoca.

## Parco
Il parco del castello di Krásný Dvůr, che misura 250 are, fu realizzato tra il 1783 e il 1793 dal conte Johann Rudolf Czernin, che influenzò anche la scelta degli alberi da piantare in ragione dei suoi gusti in ambito botanico.  Il conte Johann aveva una vasta conoscenza della botanica poiché aveva viaggiato nell'Europa occidentale, giungendo in Boemia nel 1779. In particolare, il parco all'inglese fu realizzato secondo la moda dell'epoca, che prevedeva di tenere lo scenario naturale il più basso possibile per consentire la vista del palazzo.